# А̃
А̃ (minuskule а̃) je speciální znak cyrilice. Skládá se z písmena А a vlnovky. Vypadá úplně stejně jako speciální znak Ã v latince. Používá se pouze v kavkazském jazyce khinalug, který má asi 1000 mluvčích a používá se v oblasti Quba v Ázerbájdžánu. V khinalugu se А̃ vyslovuje jako nazální otevřená zadní nezaokrouhlená samohláska (IPAː/ɑ̃/).

## Unicode
V Unicode mají písmena А̃ a а̃ tyto kódyː
- А̃ <U+0410, U+0303>
- а̃ <U+0430, U+0303>